# Кот в колпаке
«Кот в колпаке» — рисованный мультфильм — экранизация книги Доктора Сьюза «Кот в шляпе», дипломная работа режиссёра Алексея Караева.

## Сюжет
Мальчик Конрад с сестрой Салли (в мультфильме имена не упоминаются) сидят дома и скучают без мамы, но неожиданно к ним заявляется говорящий кот в полосатом колпачке, который с помощью магии и воображения начинает играть с детьми. При этом всё их веселье сопровождается скептической реакцией рыбы в аквариуме, которая хочет тишины, и поэтому пытается испортить их игры, говоря, чем на самом деле являются их фантазии, но у неё ничего не выходит. Веселье продолжается, в дело идут все предметы домашнего обихода. Наконец, когда в доме всё перевёрнуто вверх дном, кот включает задний ход: «Продолжаем играть — начинаем убирать». Играя, кот и дети возвращают вещи на место.

## Создатели
- Режиссёр: Алексей Караев
- Сценаристы: Алексей Караев, О. Рывкин
- Художник-постановщик: Александр Петров
- Оператор: Николай Грибков
- Директор: Л. Слепнёва
- Композитор: Анатолий Нименский
- Роли озвучивали: С. Белов — Кот; Капитолина Ламочкина — Рыба; Володя Пономарёв — Мальчик; Яна Чернова — Девочка
- Художественный руководитель: Фёдор Хитрук

## Награды на фестивалях
- 1986 — Всесоюзный кинофестиваль молодых кинематографистов в Тбилиси — Первый приз[3]

## О мультфильме
Лучшие фильмы Алексея Караева сделаны в соавторстве с художниками Александром Петровым и Валентином Ольшвангом. Ранняя работа «Кот в колпаке» кажется обычной забавой для детей: традиционная «целлулоидная графика», четкий контур, яркие локальные цвета. Но вместе с тем это фильм-трансформер, чьи образы претерпевают непрестанные превращения: пылесос оборачивается слоном, городская квартира — страной сновидений.
— Сергей Анашкин: Новейшая история отечественного кино. 1986—2000. Кино и контекст. Т. II. СПб, «Сеанс», 2001.